# Dexter Gordon
Dexter Keith Gordon (Los Angeles, 27 febbraio 1923 – Filadelfia, 25 aprile 1990) è stato un sassofonista jazz statunitense. Il suo percorso musicale è costellato di collaborazioni prestigiose: Lionel Hampton, Tadd Dameron, Charles Mingus, Louis Armstrong, Dizzy Gillespie, nonché Billy Eckstine nella cui orchestra entrò nel 1943.

## Biografia
A 17 anni Gordon debuttò nell'orchestra di Lionel Hampton, a 20 anni venne chiamato nella formazione di Louis Armstrong, ma il suo vero maestro fu Lester Young, che influenzò fortemente il suo stile. Pur senza introdurre fondamentali innovazioni linguistiche (come fecero Charlie Parker o John Coltrane), Dexter Gordon ha lasciato un'eredità tecnica e stilistica chiaramente individuabile in molti sassofonisti jazz contemporanei, specialmente per quello che riguarda la sua interpretazione delle ballads. Il produttore Ira Gitler, nelle note di copertina dell'album Doin' Allright, afferma che lo stile di Gordon nei primi anni influenzò tanto Coltrane quanto Sonny Rollins, e che egli sarebbe stato poi influenzato da loro.
Dopo aver lavorato con Charlie Parker a New York, il suo nome diventò famosissimo nell'ambiente. Verso la fine degli anni cinquanta, l'avvento del cool jazz lo fece lentamente scomparire dalla scena. Tra un ingresso e l'altro in carcere per reati connessi alla droga, Gordon cominciò ad avere seri problemi di alcolismo che comportarono un inesorabile declino. Nel 1962 affrontò un lungo "esilio" in Europa, dove trascorse 15 anni suonando e vivendo principalmente a Parigi e Copenaghen, e collaborando regolarmente con alcuni jazzmen espatriati quale Bud Powell, Freddie Hubbard, Bobby Hutcherson, Kenny Drew, Horace Parlan e Billy Higgins.
Occasionalmente tornò negli Stati Uniti per registrare molti degli album usciti sotto il suo nome, ma sono i sette album che ha registrato per la Blue Note Records negli anni sessanta (Doin' Allright, Dexter Calling..., Go!, A Swingin' Affair, Our Man in Paris, One Flight Up e Gettin' Around) a essere considerati le sue opere migliori. Il ritorno negli Stati Uniti avvenne nel 1976. L'esibizione di quell'anno al Village Vanguard di New York fu un nuovo inizio dal punto di vista sia discografico che artistico, e la critica finalmente lo riconobbe come uno dei migliori sassofonisti jazz.
L'improvvisa crescita di popolarità di Dexter Gordon solleticò le attenzioni della Columbia Records: il fatto che la nota etichetta si interessasse al jazz acustico "tradizionale" piuttosto che agli stili commerciali che erano comunque stati promossi durante la prima parte degli anni settanta fu vista come una svolta nella discografia mondiale del jazz. Mentre era in prigione per possesso di eroina, Gordon divenne un appassionato di cinema, e per questo nel 1986 accettò con entusiasmo di interpretare la parte del protagonista in Round Midnight - A mezzanotte circa diretto da Bertrand Tavernier e ispirato alla vita di Bud Powell e Lester Young, e nel 1990 partecipò come comparsa interpretando la parte di un paziente al film Risvegli diretto da Penny Marshall, con Robert De Niro e Robin Williams.
Attraverso la foto scattatagli da Herman Leonard al Royal Roost nel 1948, Dexter Gordon è divenuto parte integrante dell'iconografia del jazz. Fra i successi e le soddisfazioni personali, la storia di Gordon può annoverare una candidatura dalla Awards Academy come miglior attore protagonista ed una come miglior musicista dell'anno 1978 e 1980. Morì il 25 aprile del 1990 all'età di 67 anni.

## Filmografia
- Round Midnight - A mezzanotte circa (Round Midnight), regia di Bertrand Tavernier (1986)
- Risvegli (Awakenings), regia di Penny Marshall (1990)

## Doppiatori italiani
- Gianni Musy in Round Midnight - A mezzanotte circa

## Riconoscimenti
Premi Oscar 1987 - Candidatura all'Oscar al miglior attore per Round Midnight - A mezzanotte circa

## Discografia
- 1950 – Dexter Gordon Quintet
- 1952 – New Trends in Modern Jazz, Vol. 3
- 1953 – The Chase and the Steeplechase
- 1955 – Daddy Plays the Horn
- 1955 – Dexter Blows Hot and Cool
- 1960 – The Resurgence of Dexter Gordon
- 1961 – Doin' Allright
- 1961 – Dexter Calling...
- 1962 – Go!
- 1962 – A Swingin' Affair
- 1962 – Cry Me a River
- 1963 – Our Man in Paris
- 1964 – One Flight Up
- 1964 – Cheesecake
- 1964 – King Neptune
- 1964 – Love for Sale
- 1964 – It's You or No One
- 1965 – Clubhouse
- 1965 – Gettin' Around
- 1965 – After Hours
- 1965 – After Midnight
- 1967 – Body and Soul
- 1967 – Both Sides of Midnight
- 1967 – Take the "A" Train
- 1967 – Live at the Montmartre Jazzhus
- 1967 – Squirrel: Live at Montmartre
- 1969 – Live at the Amsterdam Paradiso
- 1969 – Day in Copenhagen
- 1969 – More Power!
- 1969 – Power!
- 1969 – The Tower of Power
- 1970 – The Panther!
- 1970 – The Chase!
- 1970 – At Montreux with Junior Mance

- 1970 – Jumpin' Blues
- 1971 – The Shadow of Your Smile
- 1972 – Ca'Purange
- 1972 – Generation
- 1972 – Tangerine
- 1973 – Dexter Gordon-Sonny Grey with the Georges Arvanitas Trio
- 1973 – Parisian Concert
- 1973 – Blues a La Suisse
- 1974 – The Apartment Parisian Concert
- 1974 – Revelation Blues a La Suisse
- 1975 – Bouncin' with Dex
- 1975 – Stable Mable
- 1975 – Something Different
- 1975 – More Than You Know
- 1975 – Swiss Nights, Vol. 2
- 1975 – Swiss Nights, Vol. 3
- 1976 – Lullaby for a Monster
- 1976 – Dexter Gordon Featuring Joe Newman
- 1976 – Strings and Things
- 1976 – True Blue Strings and Things
- 1977 – Homecoming: Live at the Village Vanguard
- 1977 – Midnight Dream
- 1978 – Great Encounters
- 1978 – Manhattan Symphonie
- 1979 – Nights at the Keystone, Vol. 1
- 1979 – Nights at the Keystone, Vol. 2
- 1979 – Nights at the Keystone, Vol. 3
- 1979 – Nights at the Keystone, Vols. 1-3
- 1979 – Sophisticated Giant
- 1981 – Gotham City
- 1981 – Jive Fernando
- 1985 – The Other Side of Round Midnight
- 1986 – Round Midnight [Original Motion Picture Soundtrack]